# HP Vectra
HP Vectra - линейка бизнес-ориентированных персональных компьютеров, изготавливавшихся компанией Hewlett-Packard. Она была представлена на рынке в октябре 1985 года как первые IBM-совместимые компьютеры от компании HP.